# 219P/LINEAR
219P/LINEAR, komet Jupiterove obitelji